# Kamianskè
Kamianskè (ucraïnès: Кам'янське́) és una ciutat industrial d'Ucraïna, a la província de Dnipropetrovsk. Està situada a vora del riu Dnièper, a 28 quilòmetres a l'est de Dniprò.

## Història

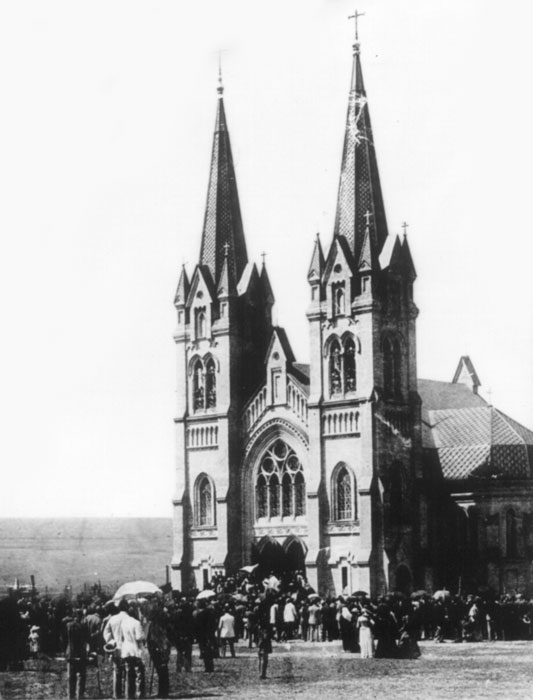
Església catòlica de Sant Nicolau a Kamianské al.

La primera evidència escrita d'assentament en el territori de Kamianské va aparèixer en 1750. En aquest moment els pobles de Romankovo i Kamianske, que fan la ciutat moderna, eren una part de la Nova Sitx dels cosacs zaporoges. La ciutat era coneguda com a Kàmianske (ucraïnès: Кáм'янське) o Kamianské (ucraïnès: Кам'янське́), que significa «lloc pedregós». L'any 1936 va canviar el nom a Dniprodzerjinsk (ucraïnès: Дніпродзержи́нськ), combinació dels noms del riu Dnipró i del comunista Féliks Dzerjinski, fundador de la Txekà, la policia secreta bolxevic. El 2016 es va aprovar el retorn al nom original de Kamianské.
Durant la guerra civil, la ciutat va ser escenari d'enfrontaments entre les parts bel·ligerants (alemanys, exèrcits blancs, Exèrcit Roig). La indústria de la ciutat es reconstruí ràpidament i després es va desenvolupar i la població es va quadruplicar entre el cens 1926 i de 1939. D'agost de 1941 a octubre de 1943, la ciutat va ser ocupada per l'Alemanya Nazi i destruïda en gran part.
El líder soviètic Leonid Bréjnev va néixer i es va criar a Kamianskè.

## Economia
La base econòmica de Kamianskè se centra gairebé exclusivament en la indústria pesant, la siderúrgia i la indústria química, que representen la columna vertebral de l'economia local. Al voltant de 57% del total de la producció industrial se centra en la metal·lúrgia i l'elaboració de metall. La indústria química ve en segon lloc amb ca. 17% de la quota de la producció industrial total. Si bé la naturalesa summament industrialitzada de l'economia local assegura una taxa més alta d'ocupació (a partir del 01.11.2007, la desocupació oficial s'ha situat a l'1,40%), també contribueix als excessius nivells de contaminació i radiació a la ciutat. Durant els anys 90, posteriors a la dissolució de la Unió Soviètica, la ciutat va experimentar greus dificultats econòmiques. Però des del 2000, les indústries metal·lúrgiques i químiques de Dniprodzerjinsk estan augmentant de nou.

## Cultura
Diverses esglésies ortodoxes, la més gran de les quals és l'Església Ortodoxa de Sant Nicolau, que data de 1894, donen servei servir als fidels de la ciutat. Pel 2008, hi havia 14 parròquies d'Església Ortodoxa d'Ucraïna a Kamianskè.
L'Església Catòlica Romana de Sant Nicolau construït per la comunitat polonesa de la ciutat a finals del segle xix, s'ha convertit en un dels centres del catolicisme romà a l'est d'Ucraïna. La parròquia catòlica de Sant Nicolau també inclou un monestir dirigit per l'Orde dels Frares Menors Caputxins.
La ciutat té una activa comunitat jueva amb una nova sinagoga i un nou centre de la comunitat.

## Relacions internacionals

### Ciutats agermanades
Kamianskè està agermanada amb:
- Kielce, Polònia
- Babruisk, Belarús
- Khimki, Rússia
- Temirtau, Kazakhstan
- Altxevsk, Ucraïna

## Persones notables
- Leonid Bréjnev, Secretari General del Partit Comunista de la Unió Soviètica des de 1966 fins a 1982.
- Robert Lisovski, artista gràfic, autor dels emblemes de l'OUN i dels logos de l'aerolínia alemanya «Lufthansa»
- Hennadi Bogoliubov, empresari ucraïnès i una de les persones més riques d'Ucraïna
- Artem Kravets, jugador de l'equipo de futbol ucraïnès del Dínamo de Kíev.
- Oleksandr Vorobiov, gimnasta ucraïnès, guanyador de la medalla de bronze en anelles als Jocs Olímpics d'Estiu de 2008
- Vera Bréjneva, cantant, actriu, presentadora de televisió, ex solista del grup "VIA Gra"

## Galeria

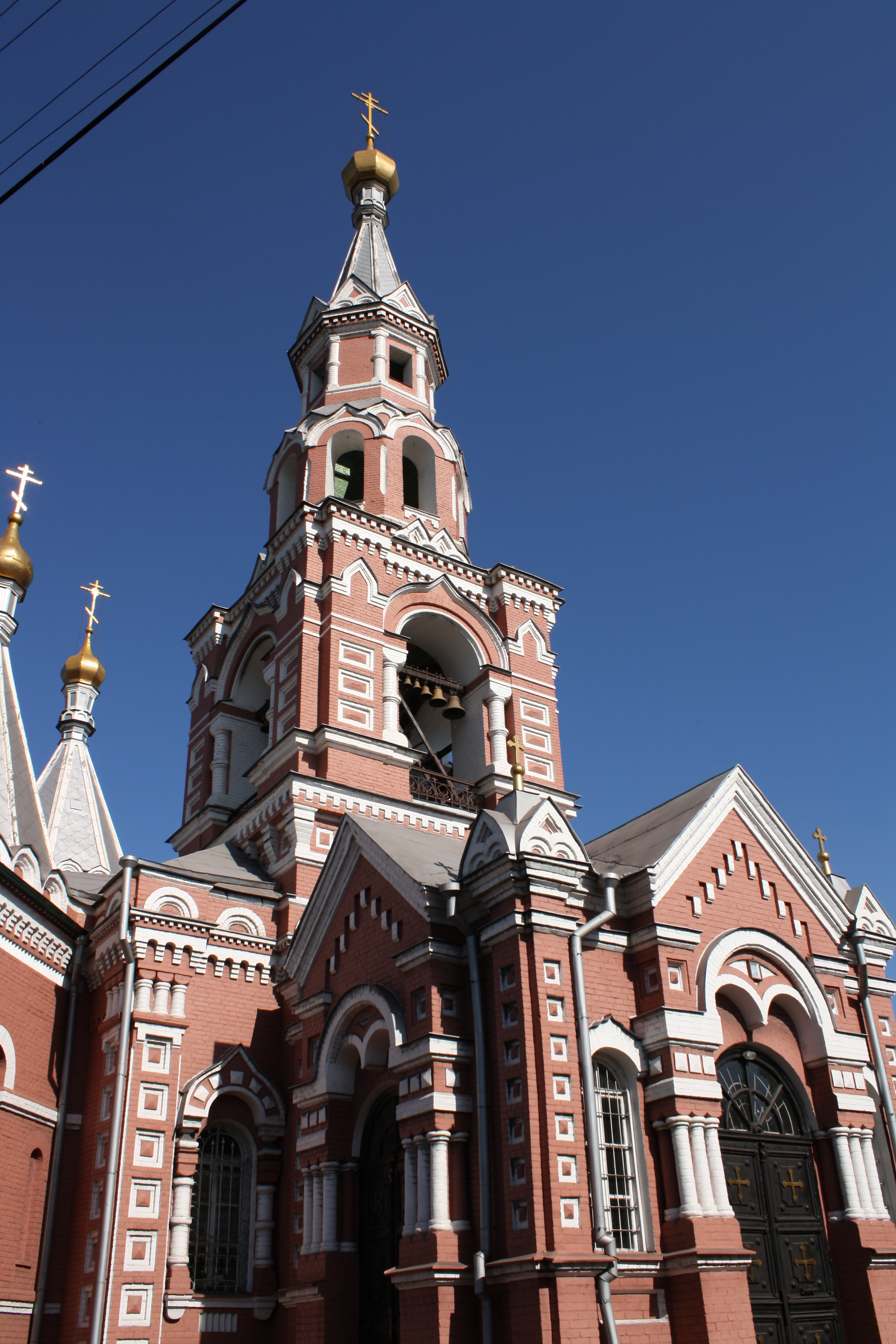
Església ortodoxa de Sant Nicolau
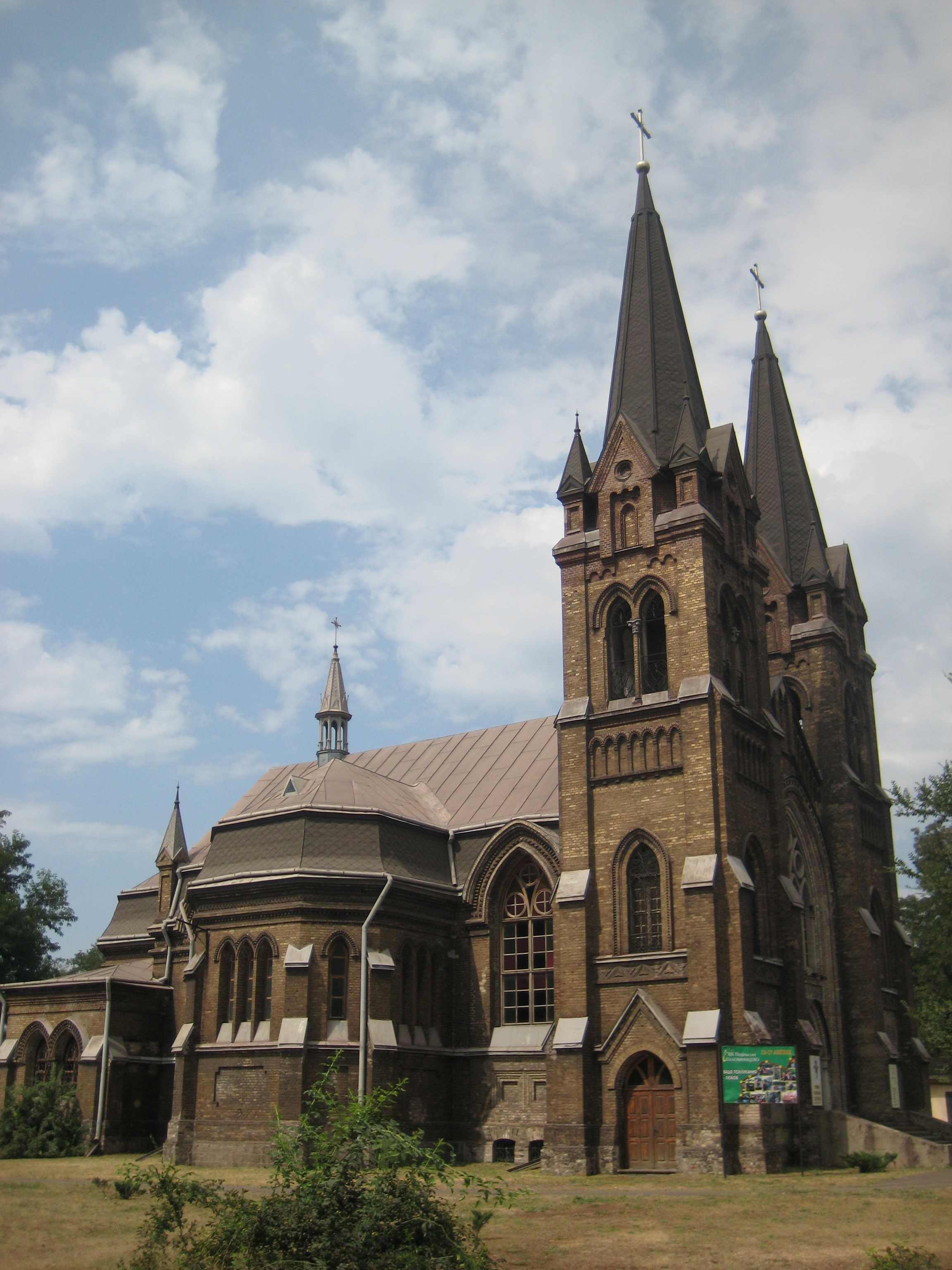
Església Catòlica Romana de Sant Nicolau
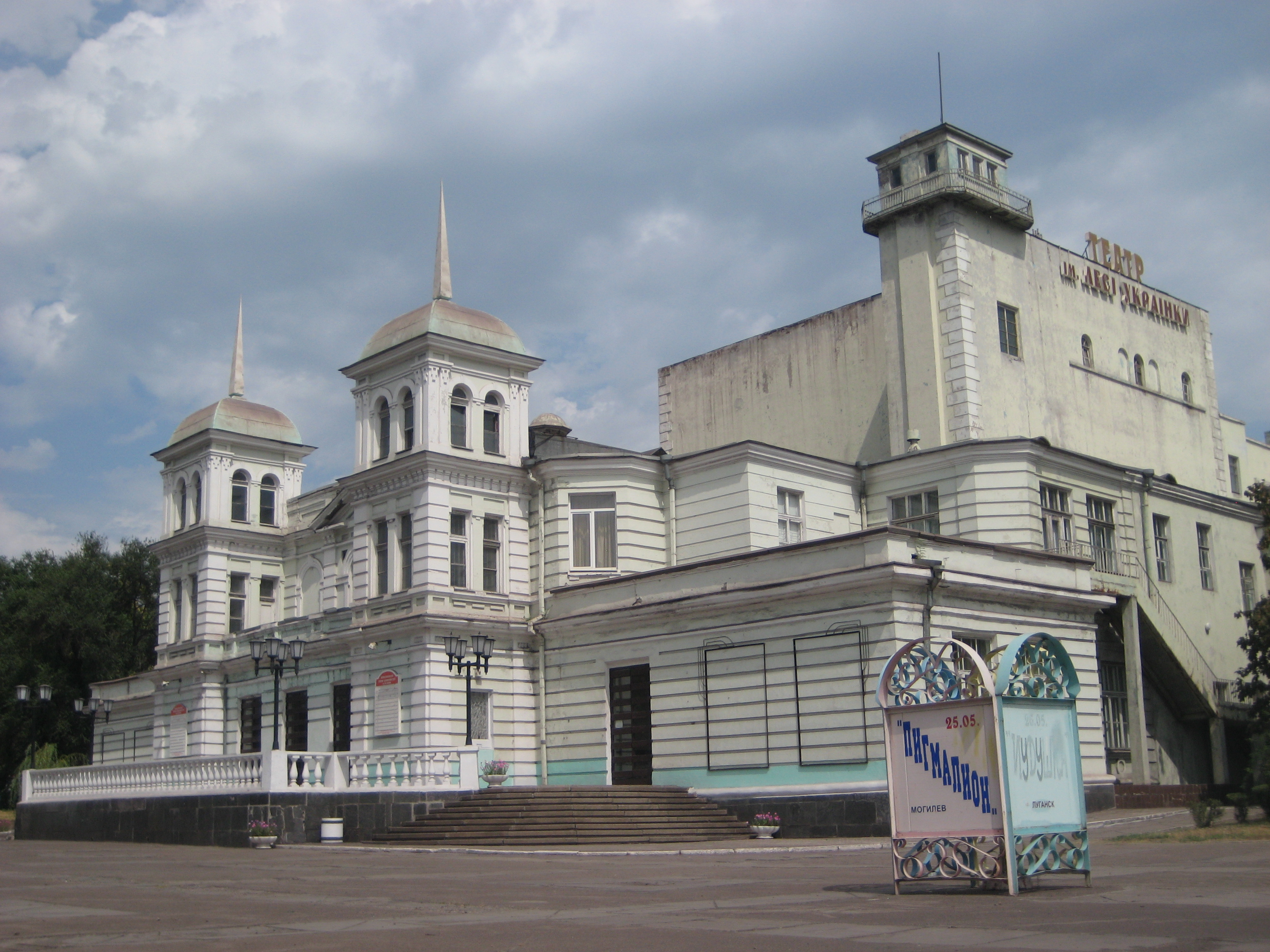
Teatre
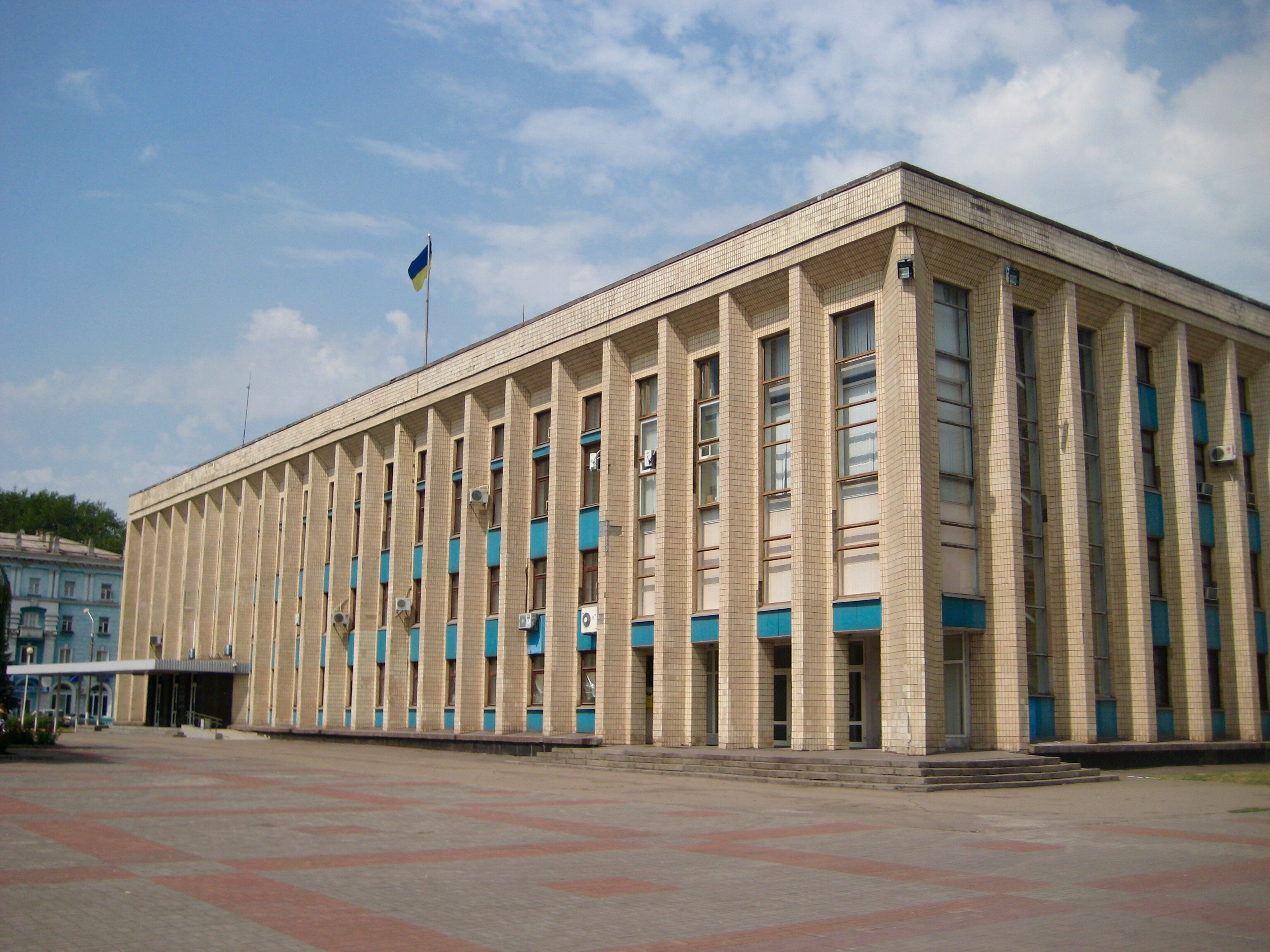
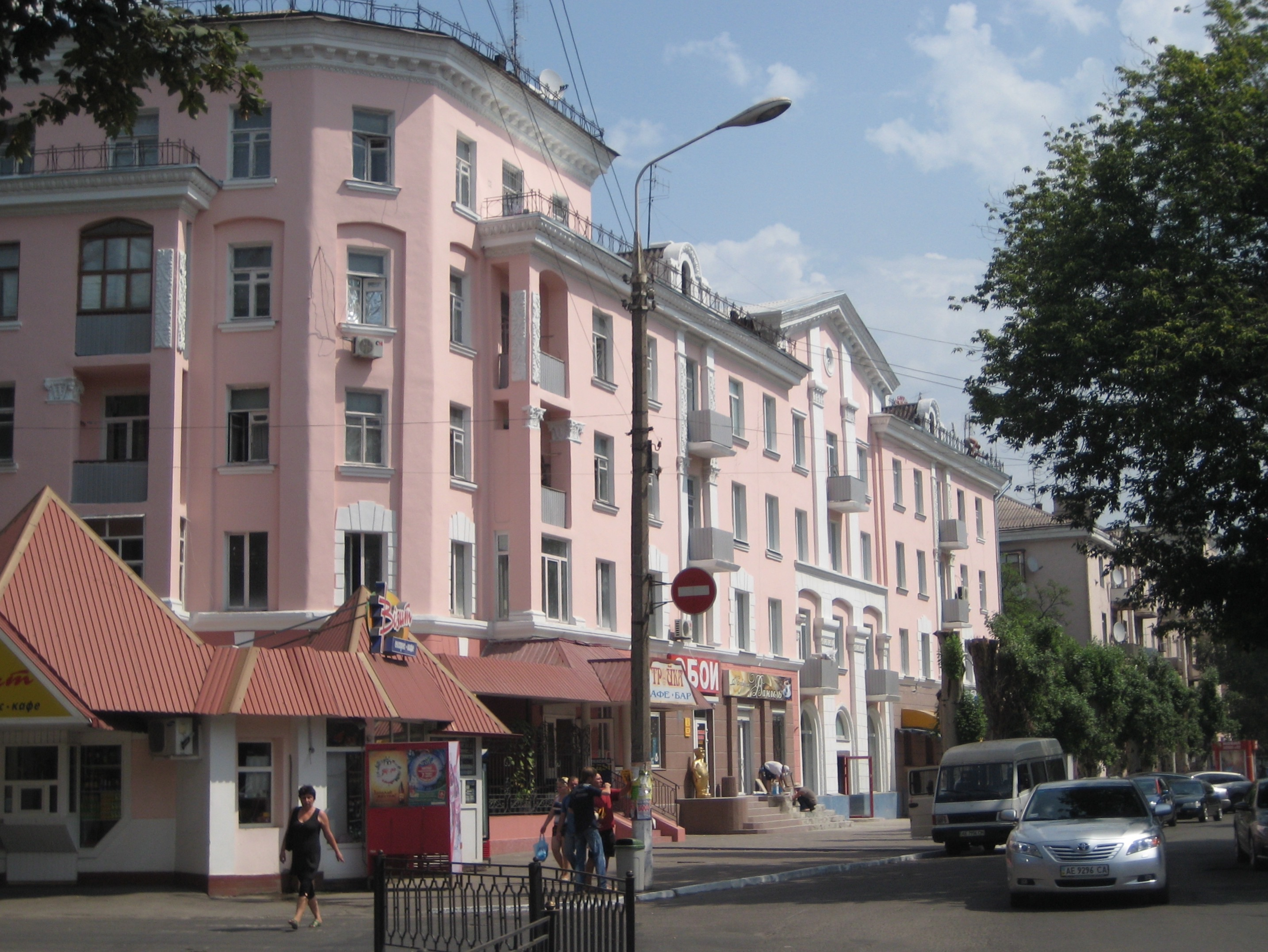
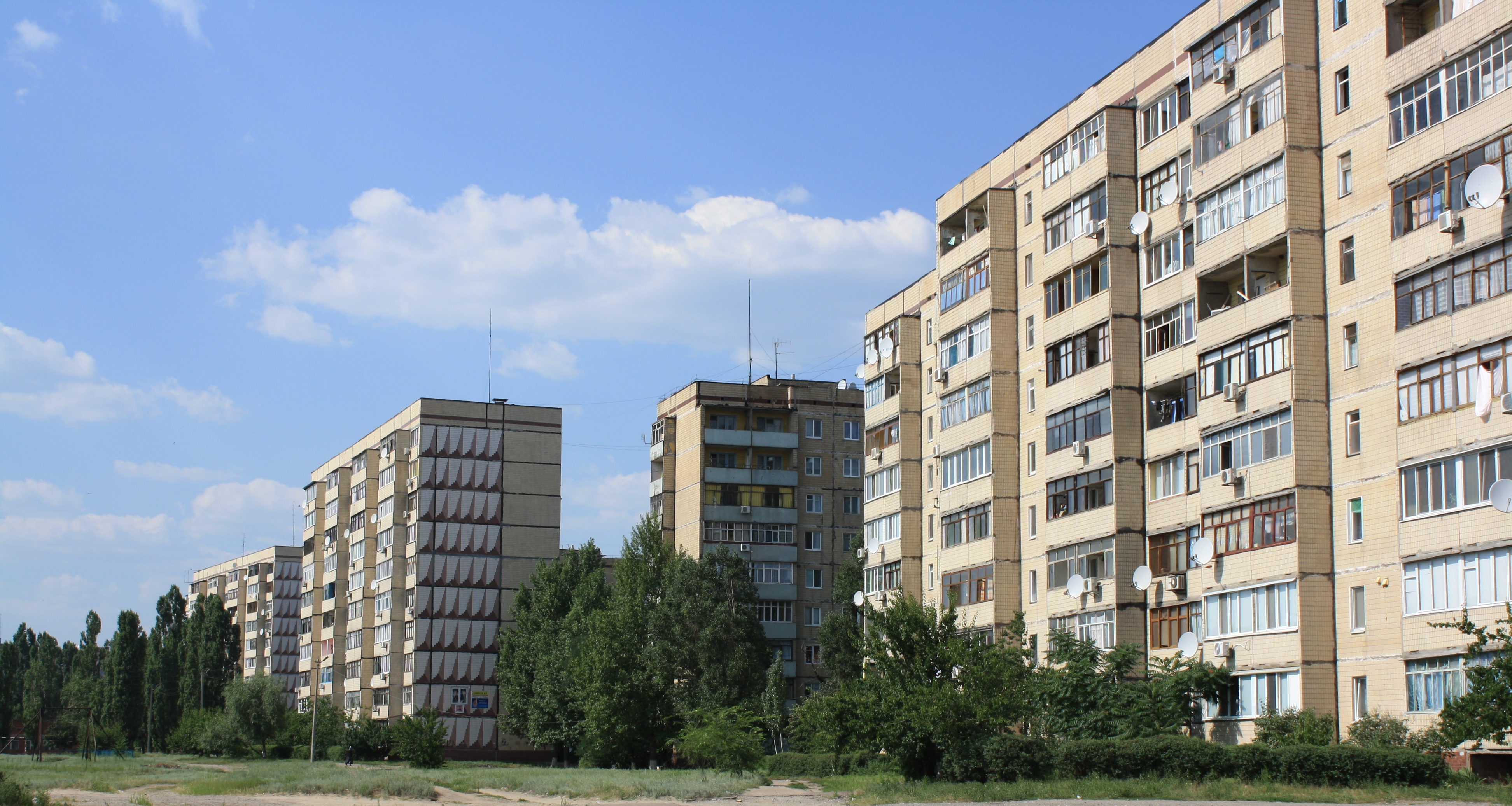
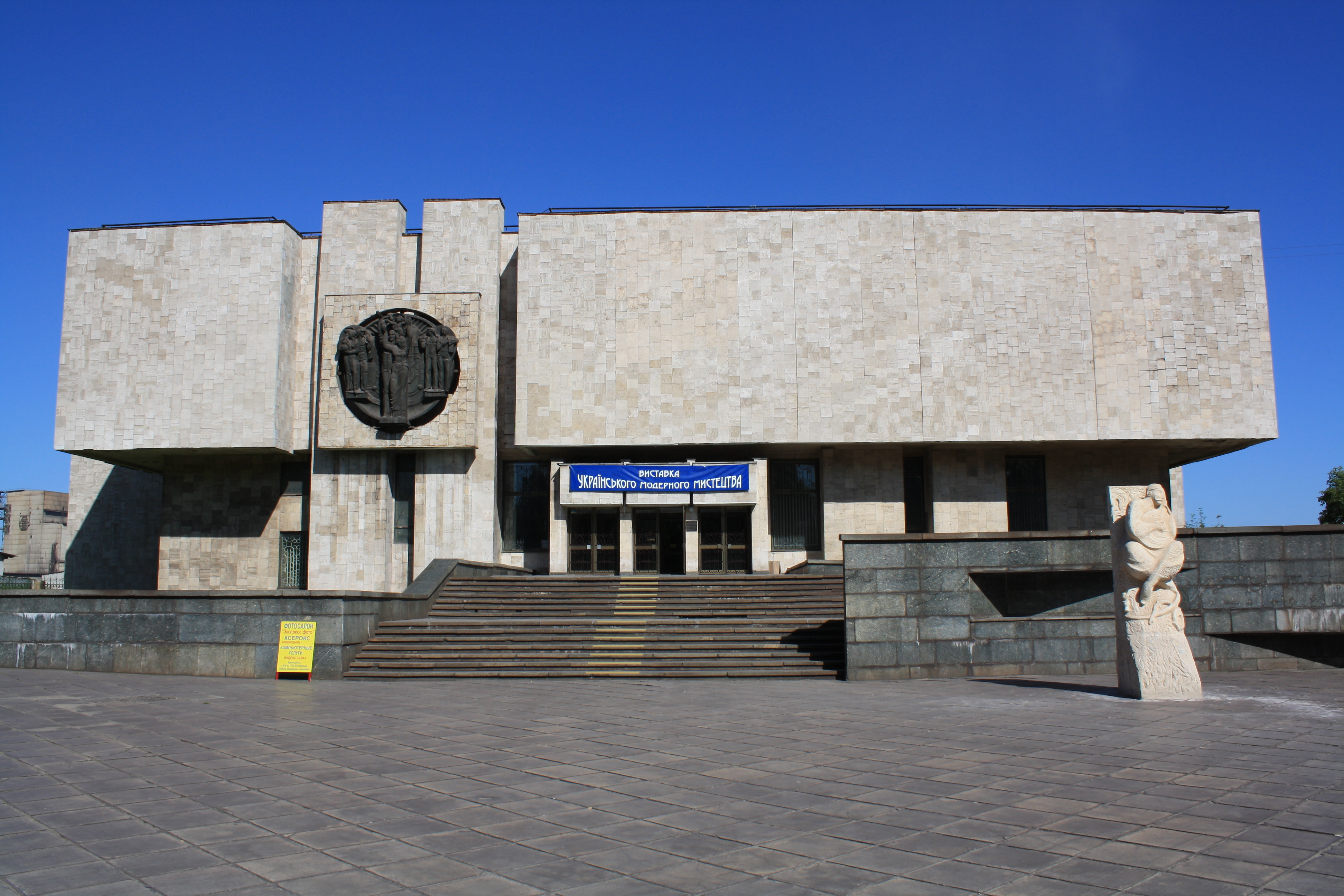
Museu
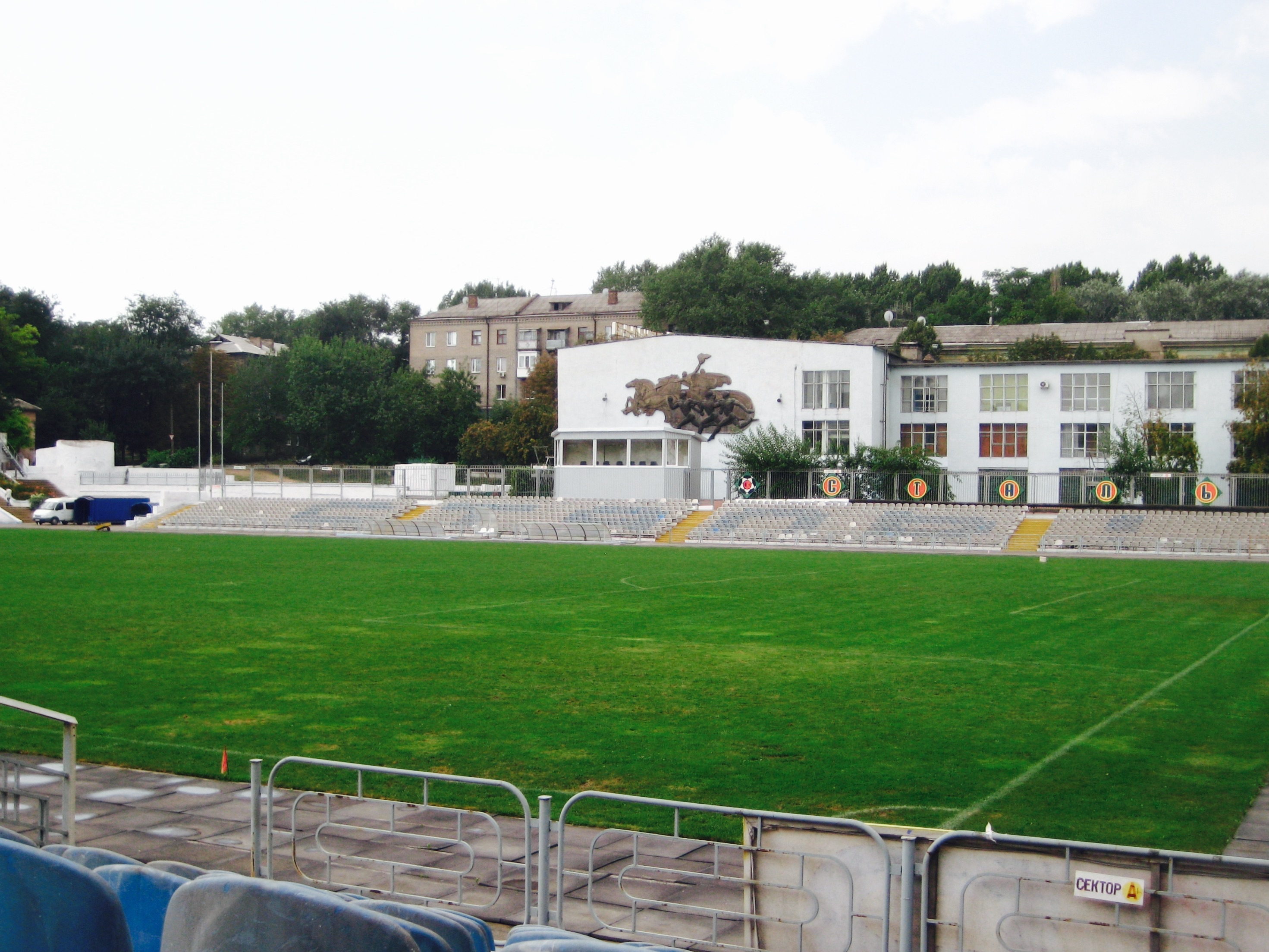
Estadi Metalurh
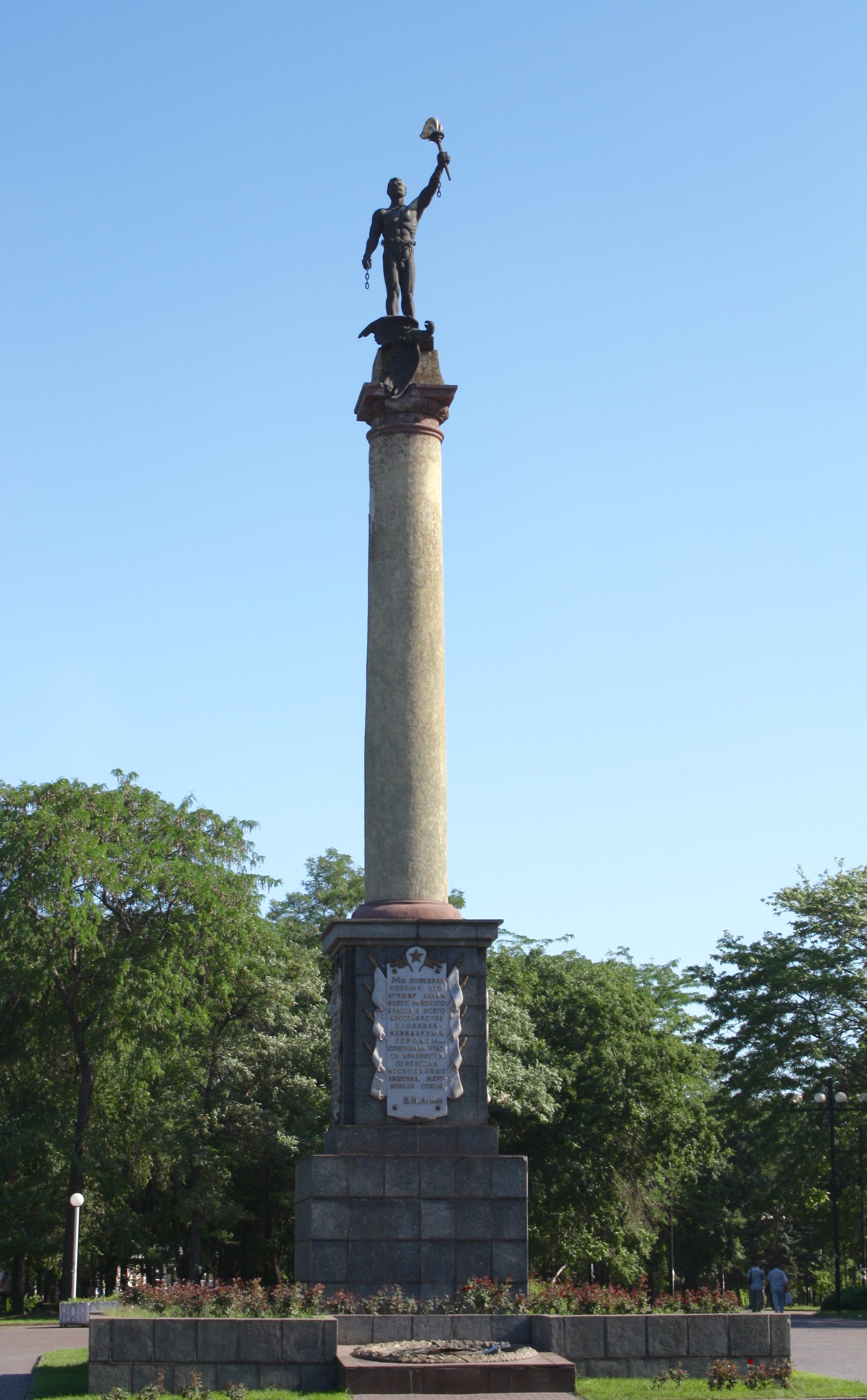
Monument a Prometeu
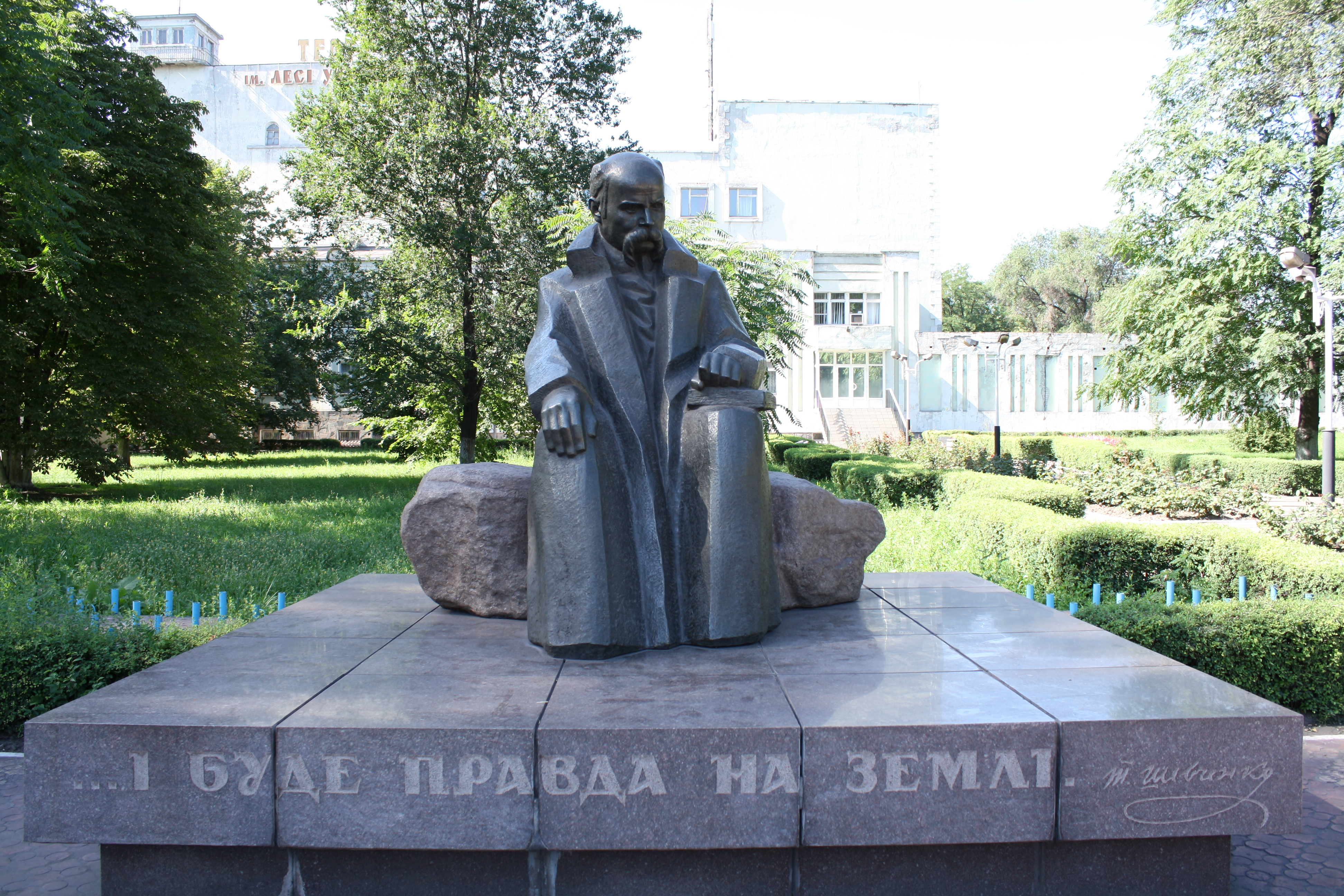
Monument a Taràs Xevtxenko
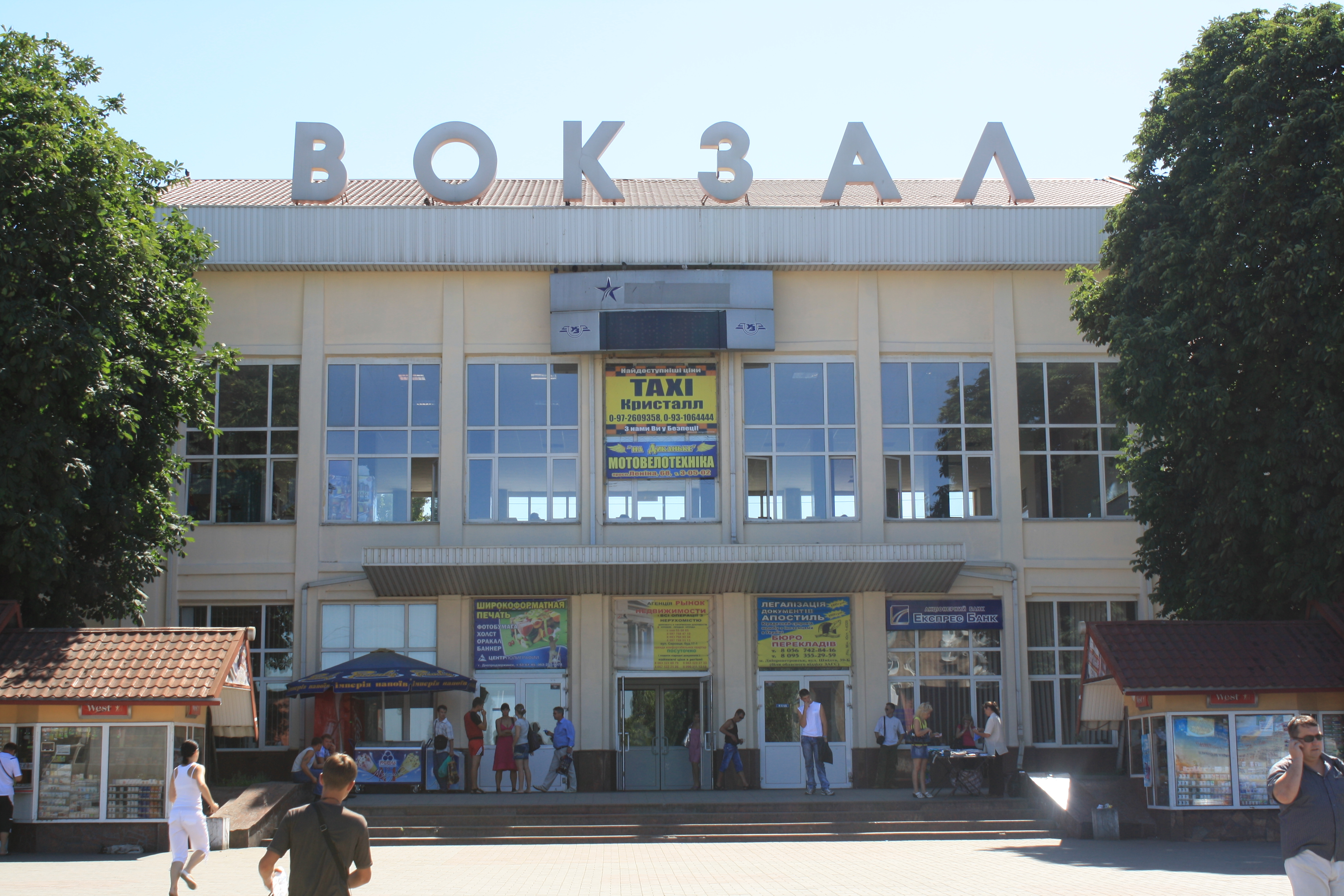
Estació de tren
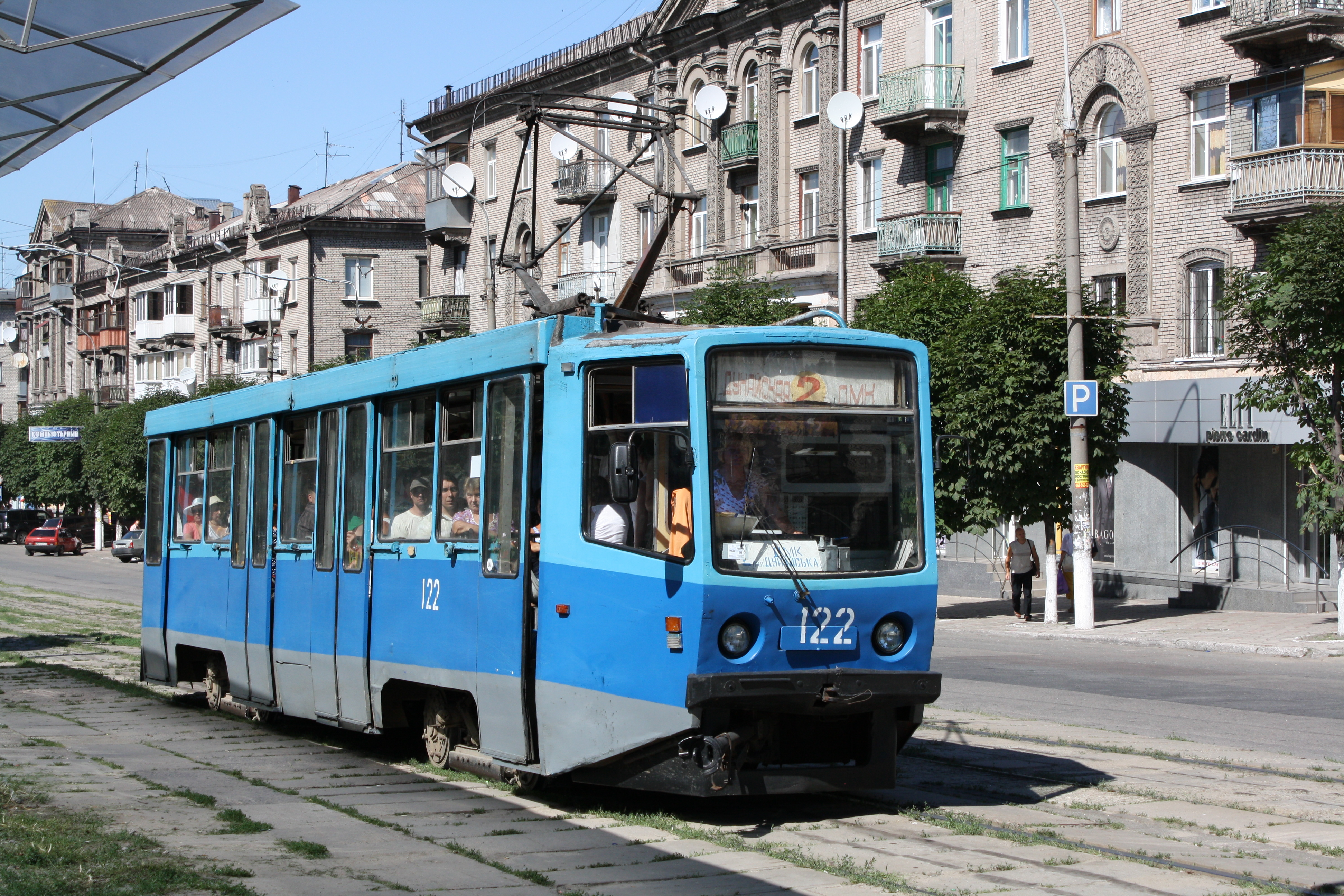
Tramvia a Kamianské
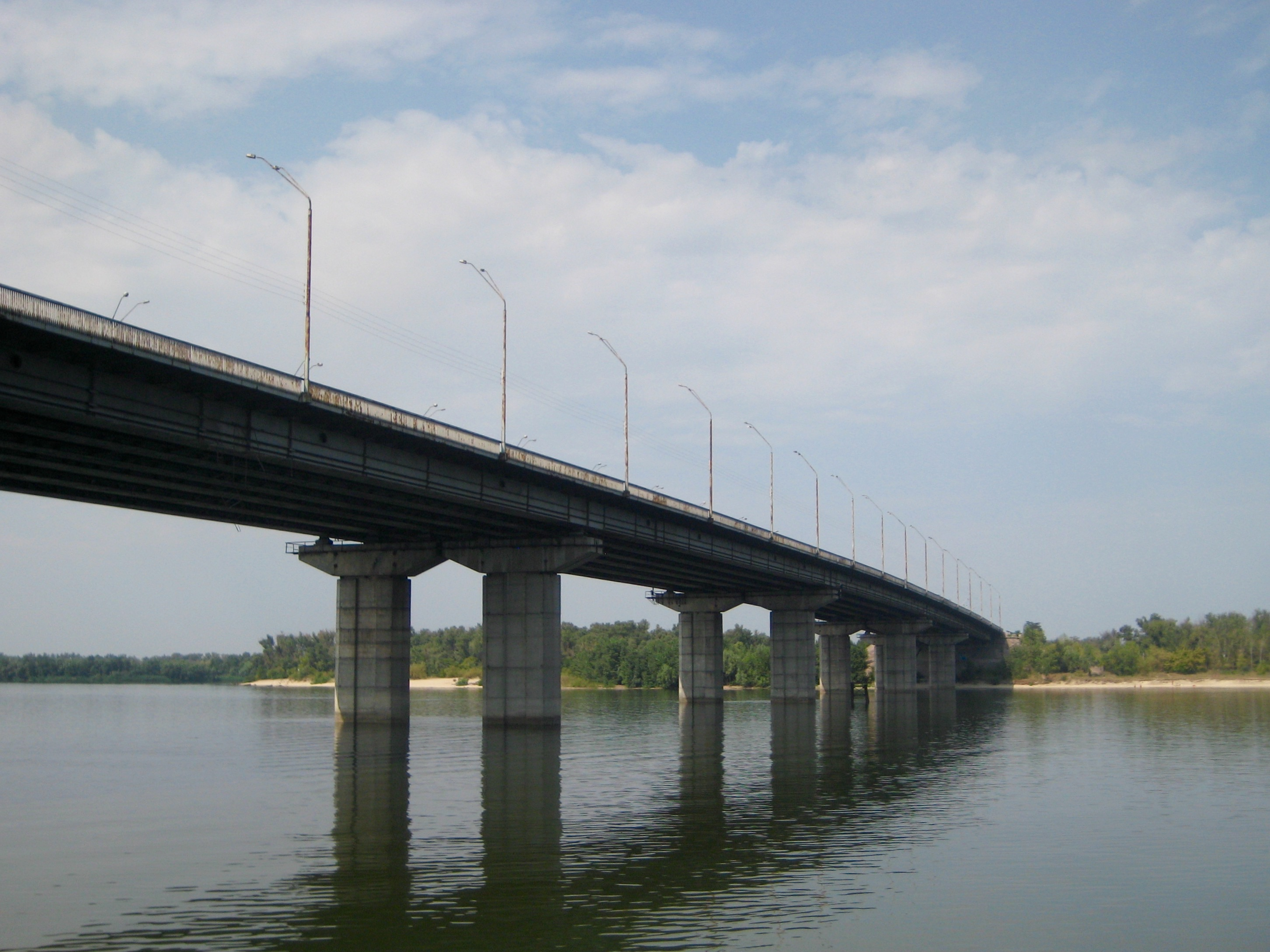
Pont damunt el Dnièper
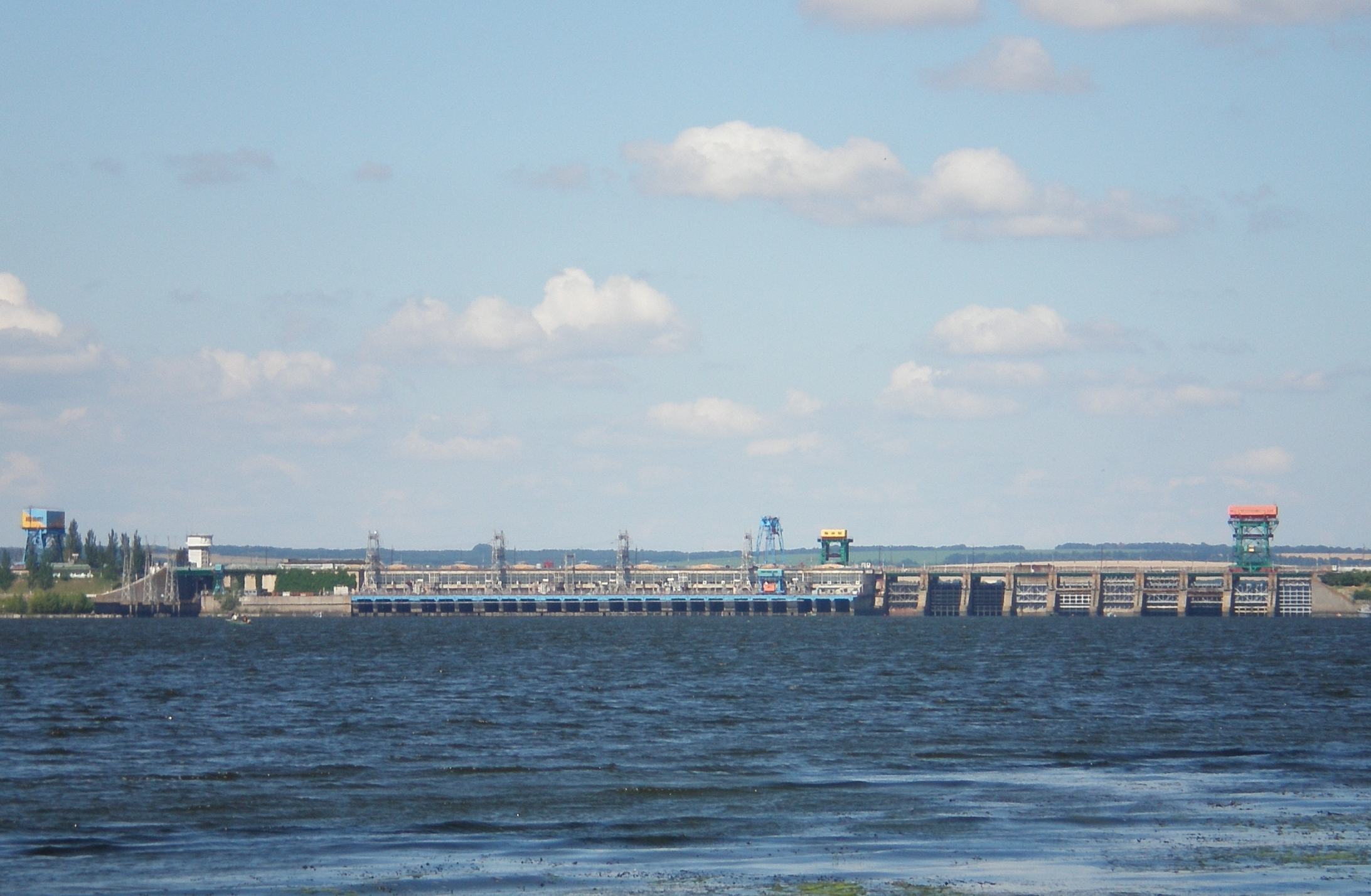
Central hidroelèctrica
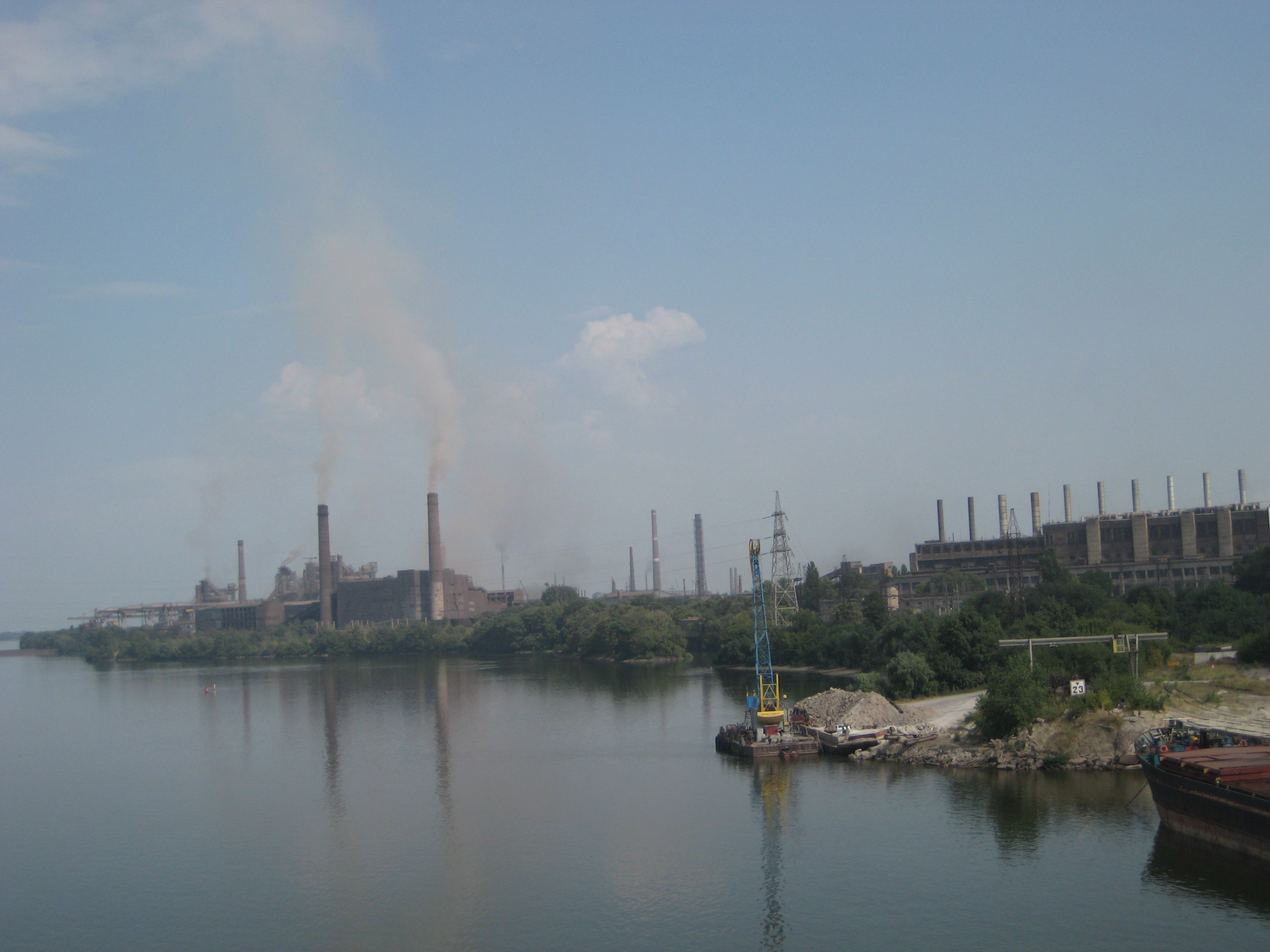